# Kikawada Kazutaka

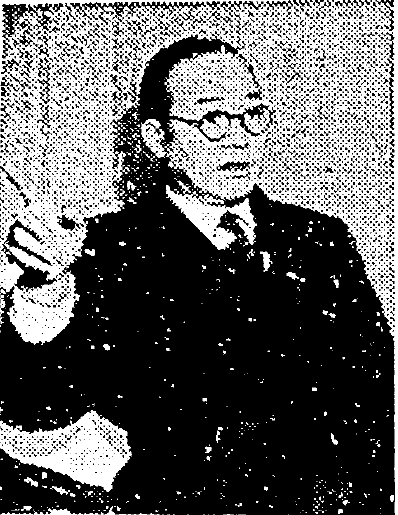
Kikawada Kazutaka, 1960

Kikawada Kazutaka (japanisch 木川田 一隆; geboren am 23. August 1899 in Yanagawa (Präfektur Fukushima); gestorben am 4. März 1977) war ein japanischer Unternehmer und Wirtschaftsführer.

## Leben und Wirken
Kikawada Kazutaka wurde als dritter Sohn eines Arztes in der Ortschaft Yanagawa (Präfektur Fukushima) geboren. Er machte 1926 seinen Studienabschluss an der Universität Tōkyō in Wirtschaftswissenschaften und trat im selben Jahr in das Elektrizitätsunternehmen „Tōkyō Dentō Kabushiki Kaisha“ (東京電灯株式会社) ein. Nach dem Zweiten Weltkrieg setzte sich Kikawada für die Privatisierung und Aufgliederung in neun regionale Gesellschaften unter der Leitung von Matsunaga Yasuzaemon ein. Er selbst wurde 1951 Direktor der „Tōkyō Electric Power Company“, der Nachfolgeeinrichtung der „Tōkyō Dentō KK“, und 1961 deren Präsident.
Von 1963 bis 1975 wirkte Kikawada als Vorsitzender der „Japan Association of Corporate Executives“ (日本経済同友会; Nihon Keizai Dōyūkai). Von 1966 bis 1977 war er gleichzeitig als Vorsitzender des „Economic Councils“ tätig, einer beratenden Organisation der „Exonomic Planning Agency“ des Wirtschaftsministeriums.
Als führender Theoretiker der Geschäftswelt setzte er sich unter dem Schlagwort „Shin Jiyūshugi“ (新自由主義) – etwa „Neuer Liberalismus“ – für die Entwicklung harmonischer Beziehungen zwischen Industrie und Gesellschaft ein.